# Bassaniodes fuerteventurensis
Bassaniodes fuerteventurensis es una especie de araña cangrejo del género Bassaniodes, familia Thomisidae. Fue descrita científicamente por Wunderlich en 1992.

## Distribución
Esta especie se encuentra en Canarias.